# Романов, Олег Константинович (хоккеист)
Оле́г Константи́нович Рома́нов (бел. Алег Канстанцінавіч Раманаў; 31 марта 1970, Минск, СССР) — советский и белорусский хоккеист, защитник, Заслуженный мастер спорта Республики Беларусь (2002).

## Биография
Воспитанник минской хоккейной школы «Юность» (тренер — Н. Беспрозванных). Участник первого официального матча национальной сборной Беларуси по хоккею. Участник зимних Олимпийских игр 1998 года в Нагано и 2002 года в Солт-Лейк-Сити.
Участник чемпионатов мира
1993 (кв. к группе «C»),
1994 (группа «C»),
1995 (группа «C»),
1996 (группа «B»),
1997 (группа «B»),
1998,
1999,
2000,
2001,
2004,
За национальную сборную Беларуси выступал с 1992 по 2005. Провел 115 матчей, набрал 36 (12+24) бомбардирских баллов, заработал 80 минут штрафного времени.
В чемпионатах и кубках СССР/СНГ/МХЛ/России провел более 400 матчей.
В чемпионатах Финляндии провел 43 матча, набрал 11 (3+8) бомбардирских баллов, получил 42 минут штрафного времени.
В чемпионате Чехии провел 41 матч, набрал 9 (3+6) бомбардирских баллов, получил 54 минут штрафного времени.
Участник финальных турниров Кубка Европы 1994, 1995 и 1997 годов, Континентального кубка 2000.

## Достижения
- Чемпион Белоруссии (1993).
- Чемпион Белоруссии (1994).
- Чемпион Белоруссии (1995).
- Чемпион МХЛ (1996).
- Обладатель Кубка Европы (1997).
- Серебряный призёр чемпионата России (1997).
- Бронзовый призёр Континентального кубка (2000).
- Серебряный призёр чемпионата России (2000).

## Тренерская карьера
Тренер ХК «Гомель» (2010) — (2012).